# Roques Roies
Les Roques Roies (pronúncia pallaresa de les Roques Roges) constitueixen una formació de roques del municipi de la Pobla de Segur, situada a la part nord del terme, just a migdia del poble abandonat de Montsor. De fet, és un doble conjunt de roques, unes davant de les altres, als dos costats del barranc de Montsor.
En alguns mapes apareix amb el nom de Serrat de les Pletes.
El sector de ponent és el vessant sud-oriental dels Rocs de Sant Aventí, entre 800 i 850 metres d'altitud; el sector de llevant és el vessant sud-occidental de la carena que des dels Emprius baixa cap al sud-est, a una alçada entre 1.100 i 1.186 m. alt.